# 李後主 (電影)
《李後主》是一套香港七彩闊銀幕宮闕鉅片，形式為粵語歌唱電影，並非以粵劇形式製作的戲曲片，於1968年1月30日公映（農曆正月初一），由粵劇名伶任劍輝及白雪仙主演。此電影由1964年開始籌備，1967年完成，投資額150萬元，動用逾千演員。創下粵語片最大製作，最長映期和最高收入的紀錄。
本片是「仙鳳鳴影片公司」的唯一出品，也是當時粵語歌唱電影有史以來最大型製作的歷史故事。該片於1990年重映，紀念任劍輝逝世，並為「任白慈善基金有限公司」籌集資金。本片沒有發行任何形式的影像產品。藉55周年，本片4K修復版於2023年7月28及29日假香港文化中心大劇院重映，白雪仙及徒弟陳寶珠、梅雪詩等均有出席重映首日活動。

## 製作過程
這是任、白倆人合作的最後一部電影。
缘起於1964年香港龍崗總會的一次義唱，班主成多娜邀「雛鳳鳴劇團」暨任白助陣，任、白爲了讓雛鳳多唱，遂有「李後主之去國歸降」的念頭。《李後主》在當時是大膽的改革，希望把大型樂電當成粤劇，幾乎完全排除了粤劇的唱（念白、梆子、二簧）、做（身段、排場、功架）方式，以對白為主，加上新作的歌曲。
本片拍至「攻城」，要用10個導演「埋口」，包括李晨風、吳楚帆、楚原等。在清水灣拍「攻城」時要火燒、一個鋼筋混凝土結構的場景建築、城門，全香港的保險公司都不敢接受保單。而有一場「海戰」則在澳門九澳進行實景拍攝，因為香港沿岸的海水都是藍色的，不像長江的混濁。

### 重映
電影於1968年公映，藉55周年，片主廖先生希望能把它重新修復，於是便把拷貝交給意大利的電影修復專家，以現今最新的技術去把「李後主」4K修復。2023年7月28及29日於香港文化中心大劇院舉行兩場慈善放映會，為任白慈善基金籌款，關錦鵬擔任《李後主》修剪工作，他表示尊敬的楚原導演曾修剪過《李後主》，今次將楚原的版本再去濃縮、修剪及補充一些東西，得到嘉禾電影公司資助，重新配音和混音，白雪仙重新清唱最後一段。

## 故事簡介
故事以南唐兩個經歷烽火亡國的人物、最後一位君主李煜與小周后，不依史實、改編、虛構的愛情故事。
南唐中主李璟第六子李煜，平日無心國事，只愛舞文弄墨，度曲填詞。後李煜登位成後主，憶及喪妻與同室操戈之憾事，又常憂強鄰宋朝的威脅，終日沉鬱。國老陳喬望後主能立后圖強，後主被陳喬甥女的誠意感動，立其為小周后。大臣徐鉉報稱後主之弟鄭王降宋，宋使李穆亦逼後主早日歸降。
其後，宋主施行離間計，令後主誤以為大將林仁肇叛變，盡削其兵權。林氏以死明志，南唐頓失名將忠臣，軍心不穩。後主生辰之日，宮中上下歡慶，時宋軍逼近京城金陵，小周后力勸後主親征，負隅頑抗。南唐軍民苦守金陵數月，終不敵城破。
後主與小周后欲自焚殉國，宋將曹彬及時阻止，後主不忍臣民再受戰火摧殘，寧親呈降表入宋。最後，帝后與隨行官員在教坊的送別笙歌中黯然上路，去國歸降。
李煜與小周后去國歸降後，隨即被宋太祖分別封為違命候和鄭國夫人，並幽禁於小樓。太祖駕崩後，其弟弟宋太宗登基。宋太宗垂涎小周美色已久，欲強幸，小周力拒。太宗無奈，唯有釋放小周，但已潛伏殺機。他藉辭李煜於虞美人中「小樓昨夜又東風，故國不堪回首月明中」及「一江春水向東流」，有思念故國之念。於是宋太宗於七月初七，即李煜生辰當天，命令徐鉉送牽機毒酒予李煜，小周后阻止不及，而李煜最終喝下毒酒。小周亦喝下壺中餘酒，踐朋和李煜同生共死之約。最後，二人雙雙死去。

## 人物角色
- 任劍輝（飾）李後主
- 白雪仙（飾）小周后
- 陳錦棠（飾）宋太宗
- 馮毅（飾）宋太祖
- 靚次伯（飾）陳喬
- 梁醒波（飾）徐鉉
- 龍劍笙（飾）皇弟李從善（鄭王）
- 任冰兒（飾）宮女寶儀（不是保儀黃氏）
- 石堅（飾）曹彬將軍
- 李清（飾）林仁肇
- 蘇少棠（飾）皇甫繼勳
- 石燕子（飾）馬承信

## 外部連結
- 香港影庫上《李後主》的資料（繁體中文）
- 时光网上《李後主》的資料（简体中文）
- 豆瓣电影上《李後主》的資料 （简体中文）
- 互联网电影数据库（IMDb）上《李後主》的资料（英文）